# UEFA 유로 2012 개최국 선정
이 문서는 UEFA 유로 2012 개최국 선정 과정을 다룬다.

## 개최국 선정 과정
이탈리아, 크로아티아-헝가리(공동 개최), 폴란드-우크라이나(공동 개최), 튀르키예, 그리스가 입후보했다. 2005년 11월 8일에 열린 UEFA 집행위원회의 투표에서 이탈리아, 크로아티아-헝가리(공동 개최), 폴란드-우크라이나(공동 개최)가 최종 후보로 결정되었다.
UEFA 집행위원회는 2007년 4월 18일 웨일스 카디프에서 UEFA 유로 2012 개최국 선정을 위한 투표를 진행했다. 투표 결과 폴란드와 우크라이나가 UEFA 유로 2012 개최국으로 선정되었다. 투표 결과는 다음과 같다.
| 개최국             | 1차 투표 | 2차 투표 | 결과 |
| ------------------ | -------- | -------- | ---- |
| 폴란드- 우크라이나 | 7        | 8        | 개최 |
| 이탈리아           | 11       | 4        | -    |
| 크로아티아- 헝가리 | 9        | 0        | -    |
| 튀르키예           | 6        | -        | -    |
| 그리스             | 2        | -        | -    |

## 입후보 상세 정보

### 폴란드-우크라이나
- 폴란드
  - 그단스크 - PGE 아레나 그단스크 (수용 인원 50,000명)
  - 포즈난 - 포즈난 시립경기장 (수용 인원 40,000명)
  - 바르샤바 - 바르샤바 국립 경기장 (수용 인원 40,000명)
  - 브로츠와프 - 브로츠와프 시립경기장 (수용 인원 40,000명)

- 우크라이나
  - 키이우 - 올림피스키 경기장 (수용 인원 60,000명)
  - 도네츠크 - 돈바스 아레나 (수용 인원 50,000명)
  - 하르키우 - 메탈리스트 경기장 (수용 인원 35,000명)
  - 리비우 - 아레나 리비우 (수용 인원 30,000명)

#### 예비 목록에 포함되어 있던 경기장
- 폴란드
  - 호주프 - 실롱스키 경기장 (수용 인원 55,211명)
  - 크라쿠프 - 크라쿠프 시립경기장 (수용 인원 33,680명)

- 우크라이나
  - 오데사 - 초르노모레츠 경기장 (수용 인원 34,362명)
  - 도네츠크 - RSC 올림피스키 경기장 (수용 인원 25,678명)
  - 드니프로페트로우스크 - 드니프로 아레나 (수용 인원 31,003명)

### 이탈리아
- 바리 - 스타디오 산 니콜라
- 피렌체 - 스타디오 아르테미오 프란키
- 밀라노 - 스타디오 주세페 메아차
- 나폴리 - 신규 경기장
- 팔레르모 - 신규 경기장
- 로마 - 스타디오 올림피코
- 토리노 - 유벤투스 스타디움
- 우디네 - 스타디오 프리울리

### 크로아티아-헝가리
- 크로아티아
  - 오시예크
  - 리예카
  - 스플리트
  - 자그레브

- 헝가리
  - 부다페스트
  - 데브레첸
  - 죄르
  - 세케슈페헤르바르